# Сила трёх (альбом)
«Сила трёх» — третий и последний студийный альбом российской поп-группы Serebro, выпущенный 27 мая 2016 года на лейбле «Монолит Рекордс». Диск записывался в течение 2013—2016 годов. Почти все песни, входящие в альбом, ранее были выпущены в качестве синглов.

## Об альбоме
Информация о том, что коллектив Serebro выпустит третий студийный альбом, появилась в конце августа 2015 года. 30 октября 2015 года в рамках большого сольного концерта группы в московском клубе «Известия Hall» должна была состояться презентация нового альбома. Позже весь материал к пластинке, которая называлась 925 в честь пробы драгоценного металла, был похищен и релиз был отложен.
27 апреля 2016 года в онлайн-магазине iTunes Store был открыт предварительный заказ будущего альбома, получившего название «Сила трёх». В пластинку вошло 16 треков, большая часть из которых ранее выходила в качестве синглов. Песни «Мало тебя» и «Я тебя не отдам» достигли топ-5 главного чарта Tophit, а трек «Mi Mi Mi» приобрёл популярность на международном музыкальном рынке. В альбом также вошёл совместный сингл с российским музыкантом DJ M.E.G. «Угар», а также трек «Blood Diamond», записанный с нидерландским коллективом Yellow Claw.
Весь материал альбома был записан в составе трио Ольги Серябкиной, Полины Фаворской и Дарьи Шашиной. Песня «Chocolate» стала единственной композицией, записанной с участием Екатерины Кищук, солистки, заменившей Дарью Шашину после её ухода из группы. Трек «My Money» является сольной песней Ольги Серябкиной в рамках её сольного проекта Molly.

## Реакция критики
Алексей Мажаев из агентства InterMedia назвал новый альбом группы «SEREBRO» сборником «достижений и исканий „SEREBR’a“ за последнюю пару-тройку лет», так как на нём бо́льшая часть песен являются синглами. Песню «Chocolate» он посчитал «не слишком яркой», так как по его мнению «в ней сложно было бы проявить себя и новой солистке, и прежней».

## Список композиций
| №   | Название                                          | Текст песни                     | Музыка                                                                              | Длительность |
| --- | ------------------------------------------------- | ------------------------------- | ----------------------------------------------------------------------------------- | ------------ |
| 1.  | «Мало тебя»                                       | Ольга Серябкина, Максим Фадеев  | Максим Фадеев                                                                       | 3:45         |
| 2.  | «Kiss»                                            | Ольга Серябкина                 | Максим Фадеев                                                                       | 3:26         |
| 3.  | «Mi Mi Mi»                                        | Ольга Серябкина, Максим Фадеев  | Максим Фадеев                                                                       | 3:13         |
| 4.  | «Перепутала»                                      | Ольга Серябкина, Максим Фадеев  | Максим Фадеев                                                                       | 3:35         |
| 5.  | «Chocolate» (европейская версия)                  | Ольга Серябкина                 | Максим Фадеев                                                                       | 3:33         |
| 6.  | «My Money» (сольная песня Molly)                  | Ольга Серябкина                 | Максим Фадеев                                                                       | 3:49         |
| 7.  | «Sexy Ass»                                        | Ольга Серябкина                 | Максим Фадеев                                                                       | 3:41         |
| 8.  | «Blood Diamond» (Yellow Claw при участии Serebro) | Eyelar Mirzazadeh, Thom Bridges | Leonardo Roelandschap, Jim Taihuttu, Nils Rondhuis, Max Oude Weernink, Thom Bridges | 3:10         |
| 9.  | «Не надо больнее»                                 | Ольга Серябкина, Максим Фадеев  | Максим Фадеев                                                                       | 4:30         |
| 10. | «See You Again»                                   | Ольга Серябкина                 | Даниил Бабичев                                                                      | 4:07         |
| 11. | «Отпусти меня»                                    | Ольга Серябкина, Максим Фадеев  | Максим Фадеев                                                                       | 3:52         |
| 12. | «Get Lost with Me»                                | Ольга Серябкина                 | Даниил Бабичев                                                                      | 3:53         |
| 13. | «Я тебя не отдам»                                 | Ольга Серябкина, Максим Фадеев  | Максим Фадеев                                                                       | 4:11         |
| 14. | «Storm»                                           | Ольга Серябкина                 | Даниил Бабичев                                                                      | 4:16         |
| 15. | «Угар» (совместно с DJ M.E.G.)                    | Ольга Серябкина                 | Эдуард Магаев, Максим Фадеев                                                        | 3:40         |
| 16. | «My Money» (remix)                                | Ольга Серябкина                 | Максим Фадеев                                                                       | 3:41         |

- Примечания: В международном издании альбома отсутствуют песни «Kiss», «Mi Mi Mi» и «Chocolate», а также обе версии «My Money».

## Чарты
| Чарт (2016)         | Высшая позиция |
| ------------------- | -------------- |
| Россия (iTunes)     | 1              |
| Испания(iTunes)     | 49             |
| Белоруссия(iTunes)  | 22             |
| Азербайджан(iTunes) | 5              |
| Эстония(iTunes)     | 36             |
| Украина(iTunes)     | 1              |